# 石谷鉄之丞
石谷 鉄之丞（いしがや てつのじょう、生没年不明）は、江戸時代末期（幕末）の旗本。

## 生涯
安政5年（1858年）5月29日、部屋住みから小姓組に配せられ切米300俵を与えられ、安政6年（1859年）6月2日より進物番を兼務し、同年12月14日、小納戸として役料300俵を与えられた。同年同月16日に布衣を許される。文久元年（1861年）8月24日に小姓となり、文久2年（1862年）11月23日に家督を継いだ。翌24日に父である石谷穆清は、町奉行を務めていた頃の取り調べに問題があったとして免職となった。文久3年（1863年）1月19日、諸大夫となり、安芸守を称したと思われる。同年9月1日に使番となり、元治元年（1864年）6月22日、再び小姓となった。元治2年（1865年）4月10日に頭取介となる。慶応2年（1866年）11月6日、御役御免となり寄合に入った。慶応3年（1867年）10月末日、再び使番となったという。
『袖師町誌』に拠れば、この石谷氏の系統の系図の本紙は、戦災によって東京で焼失したと伝えられる。